# Mount Summit
Mount Summit – miasto w Stanach Zjednoczonych, w stanie Indiana, w hrabstwie Henry.